# Carlo Lepore
Carlo Lepore (Napoli, 10 marzo 1964) è un basso italiano.

## Biografia

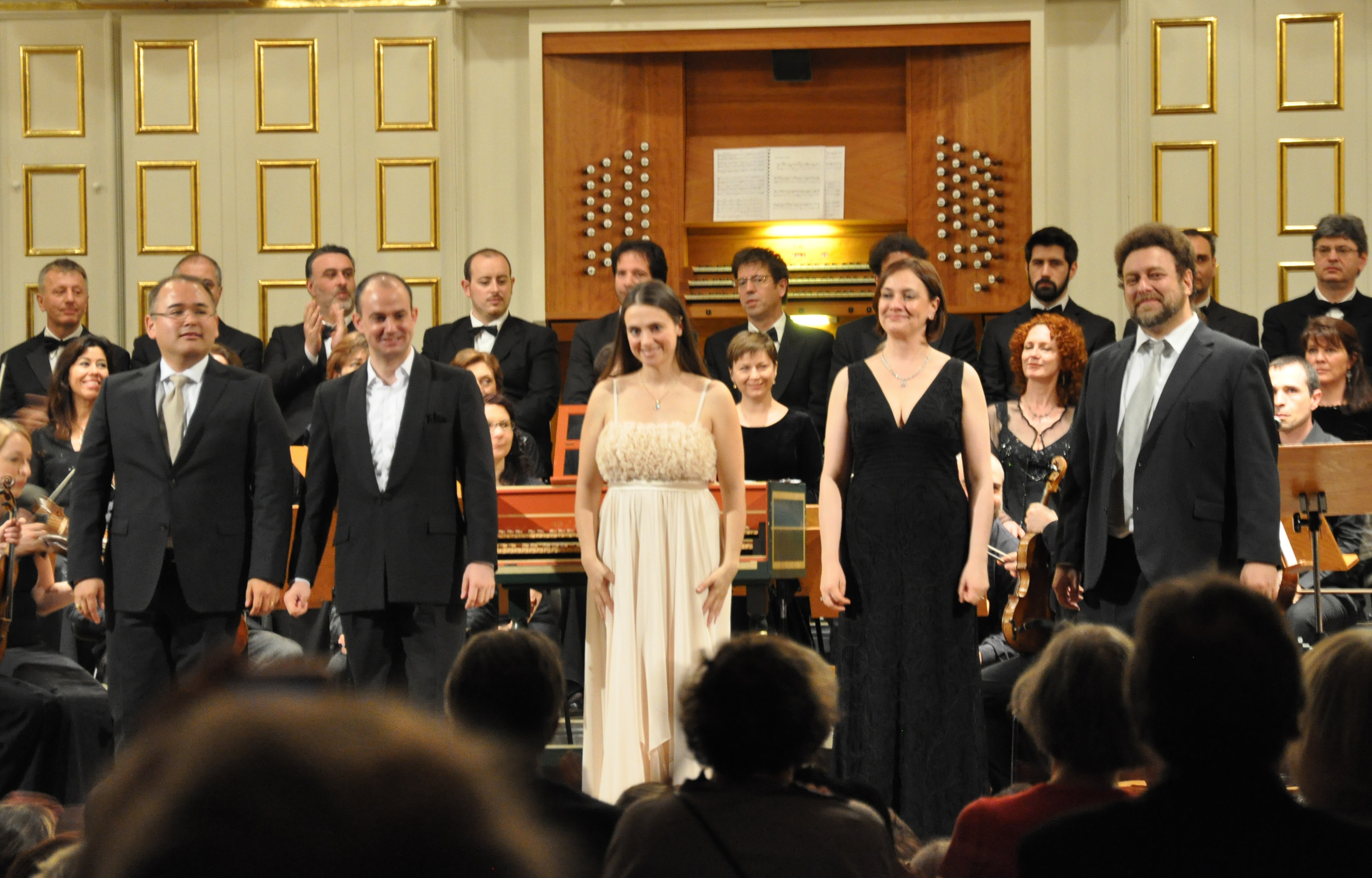
Carlo Lepore (il primo da destra) in uno dei suoi ultimi concerti a Salisburgo.

Nato a Napoli, si è trasferito in giovane età a Roma, dove si è laureato in giurisprudenza presso la prestigiosa università La Sapienza.  Ha studiato musica presso il conservatorio di Roma “Santa Cecilia” e canto con Alessandra Gonzaga. Ha perfezionato il repertorio mozartiano con Edelman e Bernet alla Wiener Kammeroper e ha studiato con Bergonzi, Alberti, Montarsolo, Zedda. Ha vinto diversi concorsi, tra cui il “Giovan Battista Pergolesi” di Roma ed il Concorso “Adriano Belli” del Teatro Lirico Sperimentale di Spoleto (1992), debuttando nella Locandiera di Salieri (Marchese di Forlimpopoli) e partecipando poi alle produzioni di L'elisir d'amore (Dulcamara), Il figliol prodigo (Padre) di Britten e Il ballo delle ingrate (Plutone) di Monteverdi.
Tra le interpretazioni di opere del repertorio barocco si segnalano L'Orfeo di Sartorio, Gli amori di Apollo e Dafne di Cavalli, Euridice (Plutone) di Peri, Acis & Galatea (Poliremo), Giulio Cesare (Achille) e Orlando (Zoroastro) di Händel, La Senna festeggiante di Vivaldi, Aretusa di Vitali, Sansone di Ferrari, La locandiera (Don Pomponio) di Auletta, Don Chisciotte di Solci, Il convitato di pietra (Pulcinella) di Tritto.
Ha tenuto concerti in Italia e all'estero cantando al Rossini Opera Festival, Settimana Musicale Senese (Eumelio di Agazzari), Macerata Opera Festival (Le tre ore d'agonia e la Passio di Giordani), Konzerthaus di Berlino con l'ensemble Febi Armonici, Festival di Innsbruck, Ravenna Festival, Terme di Caracalla con i Chicester Psalms di Bernstein diretti da Daniel Oren. Ha eseguito i Winterreise di Schubert col pianista Giovanni Velluti, Lieder di Wagner e Un canzoniere italiano di Wolf-Ferrari al Wexford Opera Festival.
Dagli esordi al Teatro dell'Opera di Roma come Don Basilio, è poi approdato al Teatro San Carlo di Napoli dove ha cantato nel Matrimonio Segreto di D.Cimarosa (Conte Robinson), Il convitato di pietra (Pulcinella) di G.Tritto, Le convenienze ed inconvenienze teatrali di Donizetti con la regia di R. De Simone fino ad arrivare per il Teatro alla Scala di Milano dove, inizialmente scritturato nel 1999 per il ruolo di Giorgio nella prima di Nina, o sia La pazza per amore di Paisiello sotto la direzione di Riccardo Muti, è poi ritornato come Don Magnifico ne La Cenerentola.
È stato impegnato nelle riprese del film Io, Don Giovanni per la regia di Carlos Saura nel ruolo del Commendatore. Svolge anche un'intensa attività concertistica.
Nel 2012 ha ricevuto il Tiberini d'oro con la seguente motivazione: “per un'autentica voce di basso, ampia e profonda, per la perizia tecnica nel porgere e nell'interpretare ruoli di carattere dell'opera buffa e del dramma giocoso e personaggi seri del melodramma italiano”.
La sua vasta carriera internazionale prosegue tutt’oggi nei maggiori teatri lirici d’Italia e del mondo, con un vasto repertorio che spazia dal Barocco sino al Novecento, interpretando i grandi ruoli da basso, nonché baritono, di genere sia buffo che serio.

## Repertorio
| Ruolo                     | Titolo                                   | Autore        |
| ------------------------- | ---------------------------------------- | ------------- |
| Don Pomponio              | La locandiera                            | Auletta       |
| Conte Rodolfo             | La sonnambula                            | Bellini       |
| Alfesibeo Peneo Sonno     | Gli amori d'Apollo e di Dafne            | Cavalli       |
| Anima Dannata Mondo Tempo | Rappresentatione di Anima, et di Corpo   | de' Cavalieri |
| Conte Robinson            | Il matrimonio segreto                    | Cimarosa      |
| Giampaolo Lasagna         | Le astuzie femminili                     | Cimarosa      |
| Biscroma Strappaviscere   | Le convenienze ed inconvenienze teatrali | Donizetti     |
| Dulcamara                 | L'elisir d'amore                         | Donizetti     |
| Bartolomeo                | Il furioso all'isola di San Domingo      | Donizetti     |
| Don Pasquale              | Don Pasquale                             | Donizetti     |
| Poliphemus                | Acis and Galatea                         | Händel        |
| Farasmane                 | Radamisto                                | Händel        |
| Achilla                   | Giulio Cesare in Egitto                  | Händel        |
| Zoroastro                 | Orlando                                  | Händel        |
| Il Re di Scozia           | Ariodante                                | Händel        |
| Caronte                   | L'Orfeo                                  | Monteverdi    |
| Seneca                    | L'incoronazione di Poppea                | Monteverdi    |
| Bartolo                   | Le nozze di Figaro                       | Mozart        |
| Leporello                 | Don Giovanni                             | Mozart        |
| Don Alfonso               | Così fan tutte                           | Mozart        |
| Sarastro                  | Die Zauberflöte                          | Mozart        |
| Calandrino                | Il Socrate immaginario                   | Paisiello     |
| Figaro                    | Il barbiere di Siviglia                  | Paisiello     |
| Giorgio                   | Nina, o sia La pazza per amore           | Paisiello     |
| Uberto                    | La serva padrona                         | Pergolesi     |
| Tracollo                  | Livietta e Tracollo                      | Pergolesi     |
| Plutone                   | L'Euridice                               | Peri          |
| Geronte di Ravoir         | Manon Lescaut                            | Puccini       |
| Colline                   | La bohème                                | Puccini       |
| Lo zio Bonzo              | Madama Butterfly                         | Puccini       |
| Gianni Schicchi           | Gianni Schicchi                          | Puccini       |
| Ping                      | Turandot                                 | Puccini       |
| Il Vescovo                | La fiamma                                | Respighi      |
| Norton                    | La cambiale di matrimonio                | Rossini       |
| Tarabotto                 | L'inganno felice                         | Rossini       |
| Blansac                   | La scala di seta                         | Rossini       |
| Guadenzio                 | Il signor Bruschino                      | Rossini       |
| Mustafà                   | L'italiana in Algeri                     | Rossini       |
| Selim                     | Il turco in Italia                       | Rossini       |
| Bartolo Don Basilio       | Il barbiere di Siviglia                  | Rossini       |
| Alidoro Don Magnifico     | La Cenerentola                           | Rossini       |
| Podestà Gottardo          | La gazza ladra                           | Rossini       |
| Astarotte Idraote         | Armida                                   | Rossini       |
| Faraone                   | Mosè in Egitto                           | Rossini       |
| Mustafà                   | Adina                                    | Rossini       |
| Capellio                  | Bianca e Falliero                        | Rossini       |
| Ginardo                   | Matilde di Shabran                       | Rossini       |
| Don Profondo Lord Sidney  | Il viaggio a Reims                       | Rossini       |
| Hiéros                    | Le siège de Corinthe                     | Rossini       |
| Le Gouverneur             | Le Comte Ory                             | Rossini       |
| Nonancourt                | Il cappello di paglia di Firenze         | Rota          |
| Marchese di Forlimpopoli  | La locandiera                            | Salieri       |
| Trofonio                  | La grotta di Trofonio                    | Salieri       |
| Pulcinella                | Il convitato di pietra                   | Tritto        |
| Signor La Rocca           | Un giorno di regno                       | Verdi         |
| Fra Melitone              | La forza del destino                     | Verdi         |
| Sir John Falstaff         | Falstaff                                 | Verdi         |
| Filippo II                | Don Carlo                                | Verdi         |

## Discografia parziale
- Monteverdi: L'Orfeo - Alessandro Carmignani/Carlo Lepore/Marinella Pennicchi/Patrizia Vaccari/Gastone Sarti/Rosita Frisani/Giovanni Pentasuglia/San Petronio Cappella Musicale Orchestra/Sergio Vartolo, 1997 Naxos
- Monteverdi: Il ballo delle ingrate - Fausto Razzi, Nuova era
- Paisiello: Nina,o sia la pazza per amore - Riccardo Muti,2001 Ricordi
- Rossini: Bianca e Falliero - Prague Chamber Chorus/Galicia Youth Symphony Orchestra/Renato Palumbo, 2005 Dynamic
- Rossini: Matilde di Shabran - Frizza/Massis/Florez/RossiniOF, 2004 Decca
- Ferrari: Sansone - Curtis, 2005 Virgin Classic
- Haendel: Radamisto - Curtis/ Di Donato/Ciofi/Beaumont/ Labelle, 2006 Virgin Classic
- Cavalli: Gli amori di Apollo e Dafne - Alberto Zedda, 2007 Naxos
- Salieri: La grotta di Trofonio - Christophe Rousset, 2007 Naive
- Carlo Lepore: Non solo buffo - 2013 Bongiovanni
- La Bella e la Bestia - 2002 EMI

## DVD parziale
- Pergolesi: La Serva Padrona (Fondazione Pergolesi Spontini, 2011) - regia Henning Brockhaus, Arthaus Musik/Naxos
- Pergolesi Adriano in Siria /Livietta e Tracollo (Fondazione Pergolesi Spontini 2011) - Ottavio Dantone, Unitel
- Haendel: Ariodante (Spoleto Festival dei due mondi) - Alan Curtis, 2007 Dynamic
- Rossini: La scala di seta  (Rossini Opera Festival, 2009) - Claudio Scimone, Opus Arte/Naxos
- Rossini: Il Signor Bruschino  (Rossini Opera Festival, 2012) - regia Teatro Sotterraneo, Opus Arte/Naxos
- Rossini: La Cenerentola (Rai, 2012) - regia Carlo Verdone, Gianluigi Gelmetti, Rai libri
- Verdi: La Forza del destino (Parma Festival Verdi 2011) regia Stefano Poda , Gianluigi Gelmetti ,Unitel
- Puccini: Manon Lescaut (Teatro Regio di Torino) regia V. Borrelli Gianandrea Noseda - Vox Imago
- Rossini: Il Barbiere di Siviglia (Arena di Verona,2018) - regia Hugo De Ana, Daniel Oren, Bel Air